# Ettore Lindner
Ettore Lindner (Reggio nell'Emilia, 28 giugno 1907 – Reggio nell'Emilia, 4 ottobre 1979) è stato un politico italiano.
Fu eletto deputato nella VI Legislatura.
Insegnante laureato in Matematica, nel dopoguerra venne nominato Provveditore agli Studi di Reggio Emilia dal CLN e mantenne tale incarico fino al 1972.
Consigliere Provinciale a Reggio Emilia nelle file della DC dal 1951 al 1971.
Successivamente venne eletto Deputato al Parlamento nel collegio elettorale di Parma, Reggio Emilia, Modena nelle file della DC.
Si iscrisse al gruppo parlamentare della Democrazia Cristiana dal 25 maggio 1972 al 4 luglio 1976.
Fu componente dei seguenti organi parlamentari:
- "VIII Commissione (Istruzione e belle arti)" dal 25 maggio 1972 al 4 luglio 1976
- "Commissione parlamentare per il parere al governo sulle norme delegate in materia di stato giuridico del personale della scuola" dal 13 dicembre 1973 al 4 luglio 1976

Insignito della medaglia d'oro ai benemeriti della scuola della cultura e dell'arte il 2/6/1972.